# La sostanza delle cose

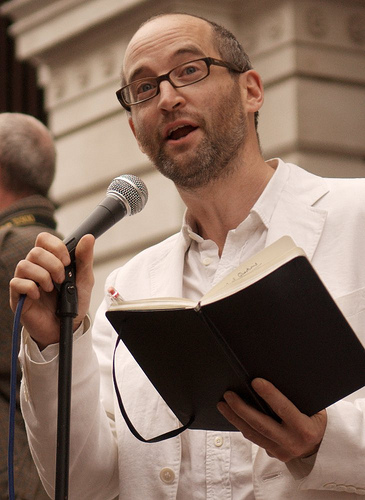
Mark Miodownik (fotografia del 2010)

La sostanza delle cose : storie incredibili dei materiali meravigliosi di cui è fatto il mondo (Stuff Matters: Exploring the Marvelous Materials That Shape Our Man-Made World) è un saggio di divulgazione scientifica pubblicato nel 2014 dallo studioso britannico di Scienza dei materiali Mark Miodownik.

## Contenuto
Il saggio, oltre che da una introduzione e da un capitolo riassuntivo, è composto da dieci capitoli, ciascuno dei quali è dedicato a uno dei dieci «materiali meravigliosi di cui è fatto il mondo»:
1. Acciaio (indomito)
2. Carta (fidato)
3. Cemento (fondamentale)
4. Cioccolato (delizioso)
5. Schiuma (meraviglioso)
6. Plastica (immaginifico)
7. Vetro (invisibile)
8. Grafite (indistruttibile)
9. Porcellana (raffinato)
10. Protesi (immortale)

## Critica
Il saggio è stato giudicato, in una recensione su Tuttolibri, «un pregevole intreccio di eclettismo disciplinare e vasta erudizione». In una recensione su Le Scienze, si afferma di Miodownik che «ha una bella capacità narrativa, e una notevole abilità di intrecciare storie e contenuti scientifici, anche con soluzioni sorprendenti: il capitolo dedicato alla plastica è scritto come la sceneggiatura di un film ispirato a Butch Cassidy». La sostanza delle cose è stato incluso nei "100 Notable Books of the Year 2014" dal The New York Times. Ha ricevuto lusinghiere recensioni da Financial Times, The Sunday Times, The Observer, The Times e The Guardian, ed è stato tradotto in quattordici lingue.

## Premi
Il saggio ha vinto:
- Royal Society Prizes for Science Books (UK) nel 2014[5]
- The Communication Awards of the National Academies of Sciences, Engineering, and Medicine (USA) nel 2015[6]
- Physics World Book of the Year 2014[7]

## Edizioni
- Mark Miodownik, Stuff Matters: Exploring the Marvelous Materials That Shape Our Man-Made World, London: Penguin, ISBN 978-02-419-5518-5
- Mark Miodownik, Stuff Matters: Exploring the Marvelous Materials That Shape Our Man-Made World, Boston: Houghton Mifflin Harcourt, 2014, ISBN 978-05-442-3604-2
- Mark Miodownik, La sostanza delle cose : storie incredibili dei materiali meravigliosi di cui è fatto il mondo; traduzione di Andrea Asioli, Coll. Nuovi saggi Bollati Boringhieri n. 34, Torino: Bollati Boringhieri, 2015, ISBN 978-88-339-2682-7